# Athanasios Vouros
Athanasios Vouros, grški sabljač, * ?, † ?.
Sodeloval je na sabljaškem delu poletnih olimpijskih igrah leta 1896, kjer je osvojil 4. mesto v individualnem rapirju.